# Alais
Alais (llamada oficialmente San Pedro de Alais) es una parroquia del municipio español de Castro Caldelas, en la provincia de Orense, Galicia.

## Organización territorial
La parroquia está formada por dieciséis entidades de población:

### Entidades de población
Entidades de población que forman parte de la parroquia:
- Casanova
- Casbeado
- Casfareja (Casfarexa)
- Grazán
- La Iglesia (A Eirexa)
- Lama (A Lama)
- Madanela
- Molinos (Os Muíños)
- Noguedo
- Pacio (O Pacio)
- Pacio de Toutelle (Pacios de Toutelle)
- San Jorge (San Xorxe)
- Seoane

### Despoblados
Despoblados que forman parte de la parroquia:
- Pacio de Condelle (Pacios de Condelle)
- Porteleiro
- Sío (O Sío)

## Demografía
| Gráfica de evolución demográfica de Alais entre 2000 y 2022 |
|                                                             |
| Datos según el nomenclátor publicado por el INE.            |